# 沖ヒカル
沖 ヒカル（おき ひかる、1970年1月12日-）は、日本のパチスロライター、日本プロ麻雀連盟所属のプロ雀士。本名、内池 友紀（うちいけ ともき）。
滋賀県大津市出身。元パチスロ必勝ガイド副編集長。

## 来歴・人物
元々は雀荘の店員として働いていたが、パチンコ店で末井昭と出会い白夜書房に臨時編集アルバイトとして採用される。数ヶ月後、パチスロ必勝ガイド編集部に配属。当時のペンネームは「グレハニスト内池」など。副編集長を歴任した後、フリーの編集ライターへと転身を遂げ、いまに至る。
現在の名前の由来は、昔、沖スロの裏モノで1ヶ月弱で90万円程負けたことや、沖スロの告知ランプである花を光らせたいことから「沖スロを光らせる人」で沖ヒカルと自分で名づけた。部下であった木村魚拓の話では沖スロを打ちたいために副編集長を辞めたという。

## 麻雀
麻雀に対する熱意は強くハワイへ旅行へ行った際、ホテルのパソコンで天鳳を打っていた。
2013年、一般社団法人最高位戦日本プロ麻雀協会のプロテストに合格。登録名は本名の内池友紀ではなく「沖ヒカル」である。
2017年11月退会。
最高位はC1リーグ18位。
2018年、日本プロ麻雀連盟所属となる。登録名に変更はなく「沖ヒカル」である。
2018年12月に稼働を開始した『麻雀格闘倶楽部 GRAND MASTER』（コナミアミューズメント）にも参戦している。
プロ連盟所属ではあるが、自らプロ雀士と名乗ったことは一度も無い。

あくまで所属であることを強調している。
生粋の運命論者であり、最高位戦日本プロ麻雀協会のデジタル派である石橋伸洋プロの勉強会に参加した際にギャップを感じたという。（後に退会した要因の1つと語っていた。）

## テレビ・動画配信
- アロマティックトークinぱちタウン （DMMぱちタウンch 2016年5月 - ）
- 沖ヒカル改造プロジェクト（ぴーすとらいく  2019年8月 - ）
- ミリオン・タッグ～神々の決闘～（コンコルドちゃんねる 【公式】パチンコパチスロ実践バラエティー  2021年4月 - ）
- 変動ノリ打ち〜非番刑事（きむちゃんねる  2021年11月 - ）
- ヒカル・ウシオの試写会（ジャンバリ.TV 2022年8月 - ）
- Club M（ジャンバリ.TV 2023年7月 - ）
- 漢でフルスロットル！（DMMぱちタウンch 2023年8月 - ）

過去の出演
- ういちとヒカルのおもスロいテレビ（パチ・スロ サイトセブンTV 2009年9月 - 2021年3月）
- ういちとヒカルの日の丸暴走設定師 → ういちとヒカルの日の丸房総STC（パチ・スロ サイトセブンTV 2010年10月- 2012年7月）
- ハイブリッド麻雀リーグ ガチ雀（寄席チャンネル 2012年9月 - 2013年3月）
- 沖と魚拓の麻雀ロワイヤル（ジャンバリ.TV 2012年11月 - 2013年12月）
- ハイヤング・オッキー（ジャンバリ.TV 2013年4月 - 2013年12月）
- 庭師・沖ヒカル（ジャンバリ.TV 2013年12月 - 2014年5月）
- それいけ!おじ5 ★おじさん5人でやるんだってよ★（ジャンバリ.TV 2013年12月 - 2017年4月）
- 俺たちのパチパチ調査団（テレビ神奈川、テレビ埼玉 2014年1月 - 2015年7月）
- 沖ヒカル改造計画☆最高位への道！（麻雀スリアロチャンネル 2014年9月 - 2016年12月）
- 沖と魚拓の麻雀ロワイヤルRETURNS（ジャンバリ.TV 2015年2月 - 2023年3月）
- ういちとヒカルのおもスロい人々（パチ・スロ サイトセブンTV 2012年10月 - 2019年2月）
- ういち・ヒカルのパチンコ天国と地獄（パチンコ★パチスロTV! 2012年10月 - 2019年3月）
- 魚拓&ヒカルのライターナイトスクープ（パチ・スロ サイトセブンTV 2018年1月 - 3月）
- サイトセブンTV麻雀最強決定戦　七雀（パチ・スロ サイトセブン TV  2018年4月 - 2019年3月）
- 木村魚拓と沖ヒカルの相談されても困るんですよ!（V☆パラダイス 2016年6月 - 2019年6月）
- パチドルクエスト（V☆パラダイス 2017年4月 - 2019年9月）
- 魚拓とヒカルのトーキングヘッド（パチンコ★パチスロTV! 2017年10月 - 2020年10月）
- 妖分人間（ジャンバリ.TV 2020年10月 - 2021年7月）
- 沖に召すままに（パチンコ★パチスロTV! 2020年10月 - 2022年09月）
- 沖ヒカル＆ビワコの振り逃げパパラッチ（コンコルドちゃんねる 【公式】パチンコパチスロ実践バラエティー  2021年6月 - 2021年12月）
- DMMぱちタウン×きむちゃんねる合同オーディション（きむちゃんねる DMMぱちタウンch 2023年6月 - 2023年8月）

## 著書
- 沖スロ放浪（日）記 沖ヒカルと誠に遺憾な仲間たち（2006年、白夜書房）
- 沖スロ放浪（日）記 セカンドシーズン パチスロ人生論（2008年、白夜書房）
- 沖スロ放浪（日）記 波乱万丈編 パチンコパチスロ狂想曲（2010年、白夜書房）
- ~沖ヒカルの煩悩雑記 ~パチスロライターからの卒業~ （2014年、ガイドワークス）